# Мало, Патрик
Патрик Бьетуе Арно Мало (фр. Bihetoué Patrick Malo; род. 18 февраля 1992, Уагадугу) — буркинийский футболист, защитник клуба «Хассания» и сборной Буркина-Фасо.

## Клубная карьера
Патрик начал карьеру в клубе «ЮСФА», затем выступал за ивуарийский «СОА». Летом 2015 года защитник подписал контракт со алжирским клубом «Кабилия». За новый клуб дебютировал 22 августа, а 13 мая 2016 года отметился первым забитым мячом.
Проведя в Алжире только один сезон, буркиниец перешёл в египетский клуб «Смуха», в составе которого принимал участие в играх кубка Конфедерации КАФ 2017. В начале 2018 был отдан в аренду в «Вади Дегла», за который провёл 16 матчей и отметился 2 забитыми мячами.
Летом 2018 подписал контракт с «АСЕК Мимозас» из Кот-д’Ивуара, сыграл в трёх матчах группового этапа Лиги чемпионов КАФ 2018/2019.

## Карьера в сборной
9 октября 2015 года защитник дебютировал в составе сборной Буркина-Фасо.
19 декабря 2016 года Патрик был включён в предварительную заявку для участия в Кубке африканских наций 2017. На турнире в Габоне Мало принял участие в трёх встречах своей сборной, которая заняла третье место.